# Julien Mertine
Julien Jean Pierre Mertine (ur. 25 czerwca 1988 w Meulan-en-Yvelines) – francuski florecista, złoty i brązowy medalista olimpijski i trzykrotny medalista mistrzostw świata.
Walczy prawą ręką. W 2008 roku zdobył brąz drużynowo na mistrzostwach świata juniorów w Acireale. 
Podczas mistrzostw świata w Kazaniu w 2014 roku Francuzi w składzie: Enzo Lefort, Erwann Le Péchoux, Julien Mertine i Vincent Simon zdobyli brązowy medal w turnieju drużynowym. W tej samej konkurencji zdobył również brązowy medal na mistrzostwach świata w Lipsku w 2017 roku oraz brązowy na mistrzostwach świata w Budapeszcie dwa lata później.
Wystartował na igrzyskach olimpijskich w Tokio w 2020 roku, gdzie Francuzi w składzie: Julien Mertine, Enzo Lefort, Maxime Pauty i Erwann Le Péchoux zdobyli złoty medal. Na tej samej imprezie zajął 24. miejsce w rywalizacji indywidualnej. W 2024 roku ponownie wziął udział w Letnich Igrzyskach Olimpijskich, gdzie w rywalizacji indywidualnej odpadł w pierwszej walce, a w turnieju drużynowym zdobył brązowy medal. 
Zdobywał również złote medale w drużynie na ME w Strasbourgu (2014), ME w Montreux (2015), ME w Tbilisi (2017) i ME w Düsseldorfie (2019).

## Odznaczenia
- Chevalier Orderu Legii Honorowej – 2021[11]